# Higonokami

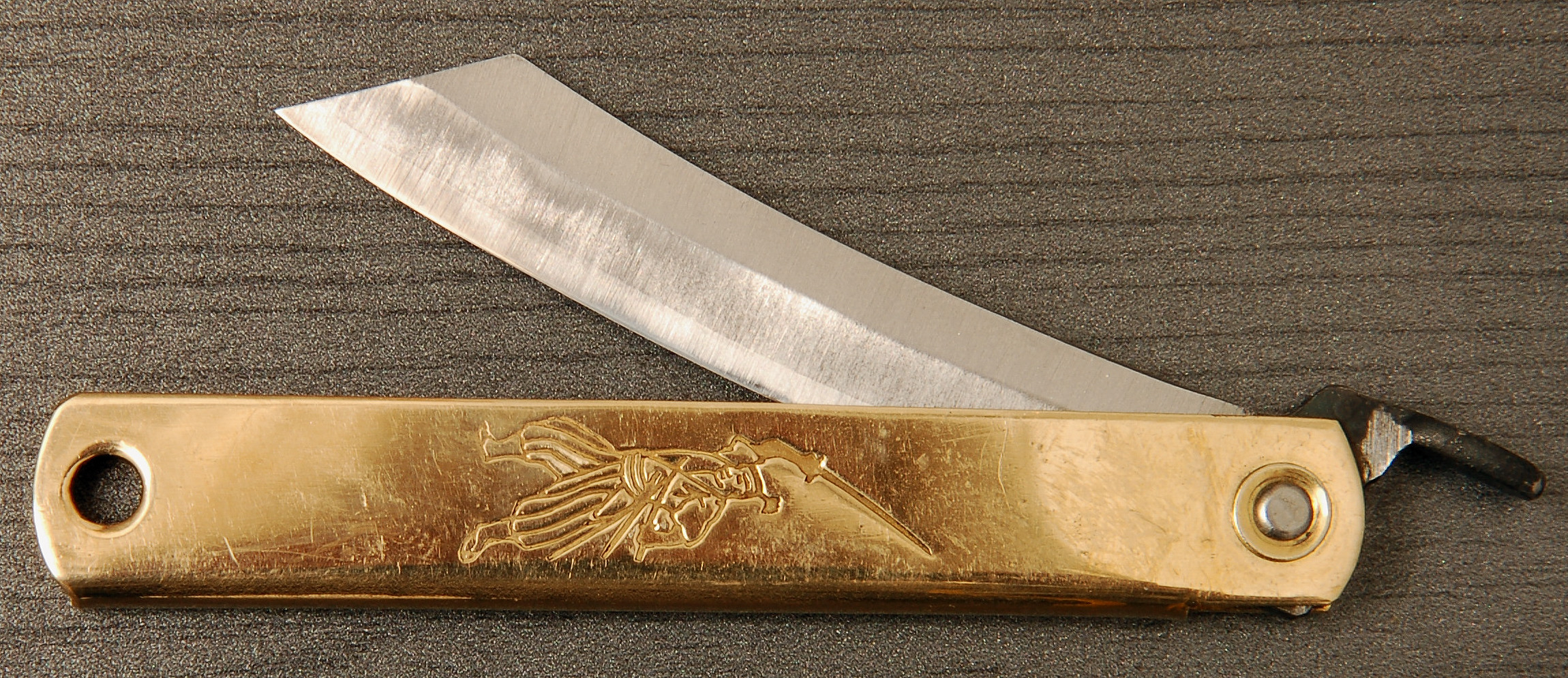
Higonokami, Messing, dreilagiger Kohlenstoffstahl

Das Higonokami (auch Higo no kami, japanisch 肥後守) ist ein Taschenmesser, das seit 1896 in Japan fast unverändert von der Messermacher-Gilde in Miki City hergestellt wird. Nur Mitglieder der Gilde dürfen dieses Messer als „Higonokami“ in Umlauf bringen.

## Aufbau
Das Higonokami besteht aus einer geschmiedeten, dreilagigen Klinge, die, durch einen Achsniet beweglich, mit einem u-förmig gefalzten Griffstück aus Metall verbunden ist, welches diese aufnimmt.
Für die traditionell in Sanmei- oder Warikomi-Technik gefertigte Klinge kommen zwei Stahlsorten unterschiedlicher Härte zum Einsatz. Die innere Schneidlage besteht bei den meisten Modellen aus Blaupapier-Stahl, während die beiden äußeren Lagen aus einem weicheren Stahl bestehen, welcher der Klinge ihre Elastizität verleiht. Das Ergebnis ist eine hochwertige Klinge die einen hohen Schärfegrad aufweist.

## Funktion
Geöffnet wird das Messer durch einen Hebel (jap. Chikiri) am Rücken der Klinge, mit dessen Hilfe diese seitlich aus dem Griffstück herausschwingt, ähnlich wie bei einem Rasiermesser. Hier dient das Chikiri dann auch als Anschlag, so dass die Klinge nicht weiter schwenken kann. Das Griffstück übt dabei am Angelpunkt Reibung auf die Klinge aus und hält sie in Position (sog. Friction Folder). Einen Feststellmechanismus gibt es jedoch nicht; die Klinge wird nur durch stetigen Druck auf das Chikiri arretiert.

## Geschichte
Während der Meiji-Restauration wurde durch das Haitō-Edikt von 1876 das Tragen von Schwertern in der Öffentlichkeit verboten, so dass die in Gilden organisierten Schwertschmiede sich der Herstellung anderer Produkte zuwenden mussten. Die Öffnung des Landes zum Westen, welche die Industrialisierung und Modernisierung Japans beschleunigte, sorgte dabei für neue Impulse.
1896 wurde dem Schmied Teji Murakami in Miki (heute Miki City in der Präfektur Hyōgo) von einem reisenden Händler (Tasaburo Shigematsu) ein Messer angeboten, das dieser aus der Provinz Higo (heute Präfektur Kumamoto) von Kyushu, einer der Hauptinseln des Landes, mitgebracht hatte. Dieses Tosu genannte Messer soll, abgesehen vom fehlenden Öffnungshebel, bereits alle Details des späteren Higonokami aufgewiesen haben. Der Designfehler war durch das Hinzufügen des Chikiri zu beheben und Meister Murakami schmiedete seine eigene Version des Messers, welches so häufig nachgefragt wurde, dass er 1899, gemeinsam mit mehreren ansässigen Schmieden, unter ihnen Komataro Nagao, die Messermachergilde von Miki gründete, um die Nachfrage zu befriedigen.
1907 wurde der Name „Higonokami“ als Warenzeichen eingetragen. Seitdem ist es nur den Mitgliedern der Messermachergilde gestattet, Messer dieser Bauart unter dem Namen „Higonokami“ zu vertreiben. Andere Schmiede dürfen dieses Messer zwar auch herstellen und vertreiben, müssen es dabei aber durch einen veränderten Namen kenntlich machen, beispielsweise indem sie es als „Higo“ oder „Higonokami-style“ bezeichnen. Über Wert oder Qualität (z. B. auch der verwendeten Materialien) sagen die Namen aber nichts aus.
1960 kam es zu einem Attentat auf einen japanischen Politiker, der dabei mit einem Schwert getötet wurde, worauf hin 1961 die japanischen Gesetze bezüglich Besitz und öffentlichem Führen von Blankwaffen noch einmal verschärft wurden. Davon war auch das Higonokami betroffen, das damit von allen Schulen verbannt wurde. Wie beinahe einhundert Jahre zuvor, wirkte sich diese politische Entscheidung wieder auf die Nachfrage und damit auf die Arbeit der Schmiedebetriebe aus. Die Zahl der Gildenmitglieder, die das Higonokami schmiedeten, sank daraufhin stetig, und heute gibt es nur noch eine Schmiede, in der die offizielle Version des einst beliebtesten japanischen Taschenmessers noch produziert wird.

## Herstellung
Die derzeit einzige noch zur Herstellung des Higonokami berechtigte Schmiede, die „Nagao Kanekoma Factory Co., Ltd.“, ist seit über 100 Jahren in Familienbesitz und wird aktuell in der fünften Generation von Mitsuo Nagao, dem Ur-Ur-Enkel des Mitbegründers der Messermachergilde, Komataro Nagao, geführt.
In dem kleinen Handwerksbetrieb mit nur wenigen Mitarbeitern werden die Messerrohlinge aus industriell vorgefertigtem Metall-Halbzeug gestanzt, per Hand in die endgültige Form geschmiedet, gestempelt, gehärtet und beschliffen. Ein aus gewalztem Blech gestanztes und gestempeltes Griffstück wird gefalzt und mit der Klinge vernietet. In der Endfertigung erhält die Schneide eine Grundschärfe, danach werden Griff und Klinge poliert und die fertigen Messer gehen in die Endkontrolle, wo sie verpackt werden und in den weltweiten Versand gehen.
Andere Hersteller schmieden mitunter noch das gesamte Messer, einschließlich des Griffstücks, komplett aus Rohmaterial. Gerade für Menschen, die Messer sammeln, entstehen dabei, zum Teil in limitierter Auflage oder als Einzelstück, wertvolle Messer, die mit dem Original nicht mehr zu vergleichen sind.

## Modelle
Offizielle Higonokami werden in 3 Größen mit Klingenlängen von ca. 68, 74 und 90 mm angeboten. Der Klingenkern besteht traditionell aus Blaupapier-Stahl (Aogami) oder Weißpapier-Stahl (Shirogami), aber in neuzeitlichen Klingen kommen auch SK5-Stahl oder rostfreier VG10-Stahl zum Einsatz. Der Klingenkörper besteht aus einfachem Stahl, mehrlagigem Suminagashi-Stahl (der japanischen Entsprechung zu Damaskus-Stahl) – oder VG10-Stahl. Die in der Schneidlage verarbeitete Stahlsorte geht dabei jeweils aus den in den Klingenrücken eingeschlagenen Stempeln hervor.
Beim Finish der Klinge wird zwischen der komplett bearbeiteten Variante und einer mit verbliebener „Schmiedehaut“ unterschieden. Bei letzterer sind die Bearbeitungsspuren der Hammerschläge und besonders die Spuren der Härtung zu erkennen, die sich in einer dunklen, fast schwarzen Verfärbung der oberen Metallschicht zeigt, die bei der Endfertigung eigentlich wieder entfernt würde.
Das Griffstück besteht in der Standardausführung aus einem blanken oder schwarz lackierten Messingblech (Burasu, jap. Aussprache des engl. Worts für Messing brass). Weitere Ausführung sind vernickeltes oder schwarz eloxiertes Stahlblech, Kupfer (Irogane) sowie eingebrannte Effektlackierung (Mizu Shibuki), künstlich erzeugte Patinierungen (Hyorin) und Griffstücke, die aus Holz oder Kirschbaumrinde (Kabazaiku) gefertigt wurden.

## Gebrauch
Wie die meisten handlichen Taschenmesser kommt auch das Higonokami bei zahlreichen alltäglichen Schneidarbeiten zum Einsatz. Besondere Beliebtheit erlangte es allerdings bei Schülern, weil diese mit der schneidhaltigen Klinge besonders gut die Spitzen von Bambusfedern zurichten konnten. Eine Fertigkeit, die offenbar so hoch angesehen war, dass dazu sogar landesweite Wettbewerbe abgehalten wurden, was wiederum den Bekanntheitsgrad des Messers beförderte.

## Rechtslage
In Japan dürfen inzwischen nur noch Klingen mit einer maximalen Länge von 55 mm mitgeführt werden. Das hatte zur Folge, dass das Higonokami nur noch für den Hausgebrauch in Frage kam und Hersteller eine Miniaturausgabe in Schlüsselanhängerformat in ihr Sortiment aufnahmen.
In Deutschland zählt das Messer, obwohl es sich mit etwas Geschick mit einer Hand öffnen lässt, nicht zu den im deutschen Waffengesetz definierten Einhandmessern und erfüllt nicht die nötigen Voraussetzungen, um als Waffe zu gelten.

## Bedeutung
Das Higonokami hat sich über einen sehr langen Zeitraum als alltäglicher Gebrauchsgegenstand in der traditions- und geschichtsbewussten japanischen Kultur etabliert und nimmt dort den Stellenwert eines beliebten, weil zuverlässigen Werkzeugs ein. Mit seiner anhaltenden Popularität ist es ein Musterbeispiel zeitloser Gebrauchsgüter und die Reduktion auf das Wesentlichste wird als Ausdruck der „Kunst des Weglassens“ oder der Zen-Philosophie gedeutet.